# ○○の女王一覧
○○の女王一覧（○○のじょおういちらん）は、「ミステリーの女王: アガサ・クリスティ」「果物の女王: マンゴスチン」などと、「○○の女王」という比喩的な異名を持つ人物・ものの一覧である。

## 人物

### あ行
- IVY QUEEN（アイヴィー・クイーン） - レゲトンの女王[1][2]
- アガサ・クリスティ - ミステリーの女王[3][4]
- クリスティーナ・アギレラ - ポップス界の女王[5][6]
- 浅川マキ（あさかわ・マキ） - アングラの女王[7][8]
- 浅野ゆう子（あさの・ゆうこ） - トレンディドラマの女王[9][10]
- ヨランダ・アダムス - ゴスペルの女王[11][12]
- Adeva（アディーヴァ） - クラブの女王[13][14]
- 安倍理津子（あべ・りつこ） - デュエットの女王[15][16]
- 安室奈美恵（あむろ・なみえ） - J-POPの女王[17][18]
- 天地総子（あまち・ふさこ） - CMソングの女王[19][20]
- 淡谷のり子（あわや・のりこ） - ブルースの女王[21][22]
- 杏里（あんり） - 夏の女王[23][24]
- 伊集加代（いしゅう・かよ） - スキャットの女王[25][26]
- イ・スヨン - バラードの女王[27][28]
- 井上苑子（いのうえ・そのこ） - ツイキャスの女王[29][30]
- セイント・ヴィンセント - インディーロックの女王[31][32]
- オプラ・ウィンフリー - トークショーの女王[33][34]
- 上原亜衣（うえはら・あい） - AV女王[35]
- アルバーティナ・ウォーカー - ゴスペルの女王[36][37]
- 大野方栄（おおの・まさえ） - CMソングの女王[38][39]
- 大山捨松（おおやま・すてまつ） - 鹿鳴館の女王[40]
- 奥薗壽子（おくぞの・としこ） - 手抜きのスピード料理の女王[41]
- マリーン・オッティ - ブロンズの女王[42][43]

### か行
- 笠置シヅ子（かさぎ・シヅこ） - ブギの女王[44][45]
- 片岡明日香（かたおか・あすか） - 再現ドラマの女王[46][47]
- 片瀬那奈（かたせ・なな） - 家電の女王[48][49]
- 片平なぎさ（かたひら・なぎさ） - 2時間ドラマの女王[50][51]
- キム・ジス - メロドラマの女王[52][53]
- マライア・キャリー - ポップの女王[54][55]
- 際田まみ（きわだ・まみ） - 熊本CMソング界の女王[56][57]
- 金城夏子（きんじょう・なつこ） - 密貿易の女王[58][59]
- スージー・クアトロ - サディスティック・ロックの女王[60][61]
- 釘宮理恵（くぎみや・りえ） - ツンデレの女王[62][63]
- 草間彌生（くさま・やよい） - 前衛の女王[64][65]
- 楠トシエ（くすのき・トシエ） - 元祖コマソンの女王[66][67]
- メアリ・ヒギンズ・クラーク - サスペンスの女王[68][69]
- ダイアナ・クラール - ジャズ・ヴォーカルの女王[70][71]
- セリア・クルス - サルサの女王[72][73]
- 小池栄子（こいけ・えいこ） - バラエティの女王[74][75]
- 越路吹雪（こしじ・ふぶき） - シャンソンの女王[76][77]
- 小島慶子（こじま・けいこ） - ラジオの女王[78][79]
- コシミハル - テクノポップの女王[80][81]
- 小林しのぶ（こばやし・しのぶ） - 駅弁の女王[82][83]
- Gummy（コミ） - 韓国バラード界の女王[84][85]

### さ行
- 坂本スミ子 - ラテンの女王[86][87]
- さこみちよ - 廃盤の女王[88][89]
- ドナ・サマー - ディスコの女王[90][91]
- SHIHO（しほ） - 学園祭の女王[92][93]
- 島かおり（しま・かおり） - 昼メロの女王[94][95]
- 島倉千代子（しまくら・ちよこ） - 歌謡界の女王[96][97]
- 夏宇童（シャー・ユートン） - 台湾のブログの女王[98][99]
- マヘリア・ジャクソン - ゴスペルの女王[100][101]
- ジジ・ジャンメール - レビューの女王、ショービジネス界の女王[102][103]
- サビーネ・シュミッツ - ノルドシュライフェの女王[104]、ニュルブルクリンクの女王[105]
- 笙野頼子（しょうの・よりこ） - メタの女王[106][107]
- 城之内ミサ（じょうのうち・ミサ） - 劇伴の女王[108][109]
- サンディ・ショー - 裸足の女王[110][111]
- ダイアナ・ウィン・ジョーンズ - 英国ファンタジーの女王[112][113]
- 白井貴子（しらい・たかこ） - 学園祭の女王[114]
- アストラッド・ジルベルト - ボサノヴァの女王[115][116]
- 杉本彩（すぎもと・あや） - 学園祭の女王[117][118]
- ジル・スコット - ネオ・ソウルの女王[119][120]
- 鈴木亜由子（すずき・あゆこ） - トラックの女王[121][122]
- 鈴木その子（すずき・そのこ） - 美白の女王[123][124]
- 鈴木奈々（すずき・なな） - バラエティの女王[125][126]
- Suboi（スボイ） - ベトナムヒップホップの女王[127][128]
- レネー・ゼルウィガー - ロマコメの女王[129][130]
- セレーナ - テハーノの女王[131][132]
- 千堂あきほ（せんどう・あきほ） - 学園祭の女王[133][134]
- ソ・ヨンウン - OSTの女王[135][136]

### た行
- 髙橋真梨子（たかはし・まりこ） - バラードの女王[137][138]
- 竹下景子（たけした・けいこ） - 三択の女王[139][140]
- 多田葵（ただ・あおい） - エンディングの女王[141][142]
- 田中美奈子（たなか・みなこ） - 学園祭の女王[143][144]
- 壇蜜（だんみつ） - 新エロスの女王[145][146]
- ツイッギー - ミニスカートの女王[147][148]
- 辻香織（つじ・かおり） - 手売りの女王[149][150]
- 堤田とも子（つつみだ・ともこ） - 九州のCMソングの女王[151][152]
- 土岐麻子（とき・あさこ） - シティ・ポップの女王[153][154]
- 常盤貴子（ときわ・たかこ） - トレンディドラマの女王[155][156]

### な行
- マーガレット・ナイト - ペーパーバッグの女王[157][158]
- 中川翔子（なかがわ・しょうこ） - ブログの女王[159][160]
- 中條かな子（なかじょう・かなこ） - 学園祭の女王[114][161]
- 仲田幸子（なかだ・さちこ） - 喜劇の女王[162][163]
- 名取裕子（なとり・ゆうこ） - サスペンスの女王[164][165]
- 成田真由美（なりた・まゆみ） - 水の女王[166][167]
- メリル・ニスカー - エレクトロ・パンクの女王[168][169]
- 沼田まほかる（ぬまた・まほかる） - イヤミスの女王[170][171]
- 野口みずき（のぐち・みずき） - ハーフマラソンの女王[172]、ハーフの女王[173][174]
- 野宮真貴（のみや・まき） - 渋谷系の女王[175][176]

### は行
- エリカ・バドゥ - ネオ・ソウルの女王[177][178]
- 浜田麻里（はまだ・まり） - ハードロックの女王[179][180]、ヘヴィメタの女王[180]
- エディット・ピアフ - シャンソンの女王[181][182]
- 比嘉和子（ひが・かずこ） - アナタハンの女王[183]
- イングリッド・ピット - カルトホラー映画の女王[184]
- 広瀬香美（ひろせ・こうみ） - 冬の女王[185][186]
- エラ・フィッツジェラルド - ジャズの女王[187][188]
- インゲ・フェルトリネッリ - 出版界の女王[189][190]
- 藤沢嵐子（ふじさわ・らんこ） - タンゴの女王[191][192]
- メアリー・J・ブライジ - ヒップホップ・ソウルの女王[193][194]
- アレサ・フランクリン - ソウルの女王[195][196]
- ペク・チヨン - OSTの女王[197][198]
- サンドラ・アビラ・ベルトラン - 太平洋の女王[199][200]
- BoA（ボア） - K-POPの女王[201][202]
- ルシル・ボール - コメディの女王[203][204]
- 堀江美都子（ほりえ・みつこ） - アニメソング(アニソン)の女王[205][206]
- 堀口としみ（ほりぐち・としみ） - 着エロの女王[207][208]

### ま行
- カルメン・マキ - アングラの女王[209][210]
- 松尾和子（まつお・かずこ） - ムード歌謡の女王[211][212]
- 松木美音（まつき・みね） - CMソングの女王[213][214]
- マドンナ - ポップの女王[215][216]
- 眞鍋かをり（まなべ・かおり） - ブログの女王[217][218]
- 真梨幸子（まり・ゆきこ） - イヤミスの女王[219][220]
- 水森かおり（みずもり・かおり） - ご当地ソングの女王[221][222]
- 美空ひばり（みそら・ひばり） - 歌謡界の女王[223][224]
- ニッキー・ミナージュ - ヒップホップ界の女王[225][226]
- 湊かなえ（みなと・かなえ） - イヤミスの女王[227][228]
- 嶺川貴子（みねかわ・たかこ） - 渋谷系の女王[229][230]
- 宮崎美子（みやざき・よしこ） - クイズの女王[231][232]
- miri - タイピングの女王[233][234]
- 室井滋（むろい・しげる） - 自主映画の女王[235][236]
- ジョネル・モッサー - ライブ・ミュージックの女王[237][238]
- 森園みるく（もりぞの・みるく） - レディコミ界の女王、レディコミ女王[239][240]

### や行
- 山下久美子（やました・くみこ） - 元祖学園祭の女王[114][241]
- 山村美紗（やまむら・みさ） - ミステリーの女王、トリックの女王[242][243]
- 芳野友美（よしの・ゆみ） - 再現ドラマの女王[244][245]
- ヨシミ - 日本のオルタナシーンの女王[246][247]

### ら行
- メグ・ライアン - ラブコメの女王[130][248]
- ベティ・ライト - マイアミ・ソウルの女王[249][250]
- アリシア・デ・ラローチャ - ピアノの女王[251][252]
- タニス・リー - ダークファンタジーの女王[253][254]
- 李麗仙（り・れいせん） - アングラの女王[255][256]
- リル・キム - ヒップホップの女王[257][258]
- LADY Q（レディー・キュー） - ジャパニーズ・レゲエ界の女王[259][260]
- ロザ・モタ - マラソンの女王、ソウル五輪マラソンの女王[261][262]
- リング・ロンシュタット - ウェストコースト・ロックの女王[263][264]

### わ行
- ダイナ・ワシントン - ブルースの女王[265][266]
- 和田アキ子（わだ・アキこ） - 和製R&Bの女王[267][268]
- 渡辺はま子（わたなべ・はまこ） - チャイナ・メロディーの女王[269][270]

## その他

### あ行
- 浅間丸（あさままる） - 太平洋の女王[271][272]
- ヴェネツィア - アドリア海の女王[273][274]

### か行
- カトレヤ - 洋ランの女王[275][276]
- カマンベールチーズ - チーズの女王[277][278]
- カルダモン - スパイスの女王[279][280]
- キヌガサタケ - キノコの女王[281][282]
- 経済学 - 社会科学の女王[283][284]
- コシアブラ - 山菜の女王[285][286]

### さ行
- シクラメン - 冬の花鉢の女王[287][288]
- 自白 - 証拠の女王[289][290]
- シャトー・マルゴー  - ワインの女王[291][292]
- シャルドネ - 白ワインの女王[293][294]
- シャルトリューズ - リキュールの女王[295][296]
- シンニンギア - 断崖の女王[297][298]

### は行
- バラ - 花の女王[299][300]
- バルバレスコ - イタリアワインの女王[301][302]
- ボルドーワイン - ワインの女王[303][304]

### ま行
- マイタイ - トロピカルカクテルの女王[305][306]
- 摩耶観光ホテル（まやかんこうホテル） - 廃墟の女王[307][308]
- マンゴスチン - 果物の女王[309][310]
- マンハッタン - カクテルの女王[311][312]

### ら行
- リューベック - バルト海の女王[313][314]
- ルーレット - カジノの女王[315][316]